# The Knot Garden

The Knot Garden (français : le jardin aux sentiers enchevêtrés) est un opéra en trois actes de Michael Tippett sur un livret du compositeur. Il est créé le 2 décembre 1970 à Covent Garden de Londres sous la direction de Colin Davis.

## Distribution
| Rôle                    | Voix               | Première , 2 décembre 1970 (Chef d'orchestre: Sir Colin Davis) |
| ----------------------- | ------------------ | -------------------------------------------------------------- |
| Faber, un ingénieur     | baryton            | Raimund Herincx                                                |
| Thea, sa femme          | mezzo-soprano      | Yvonne Minton                                                  |
| Flora, leur pupille     | soprano            | Jill Gomez                                                     |
| Denise, la sœur de Théa | soprano dramatique | Josephine Barstow                                              |
| Mel, écrivain           | baryton-basse      | Thomas Carey                                                   |
| Dov, musicien           | ténor              | Robert Tear                                                    |
| Mangus, psychanalyste   | baryton            | Thomas Hemsley                                                 |

## Argument
Le psychanalyste Mangus est sollicité par Faber et Théa pour soigner leur pupille Flora. La séance est troublée par l'arrivée d'un couple d'homosexuels, l'écrivain noir Mel et le musicien Dov puis par Denise la sœur de Théa qui est une militante révolutionnaire à avoir subi la torture.